# Ricardo Cabanas
Ricardo Cabanas Rey (født 17. januar 1979 i Zürich, Schweiz) er en tidligere schweizisk fodboldspiller (midtbane).
Cabanas tilbragte langt størstedelen af sin karriere hos Grasshoppers i sin fødeby, hvor han var tilknyttet i sammenlagt 14 sæsoner, fordelt på to ophold. Han spillede også hos franske Guingamp og tyske FC Köln. Med Grasshoppers var han tre gange med til at vinde det schweiziske mesterskab.
Cabanas spillede desuden, mellem 2000 og 2008, 51 kampe for det schweiziske landshold. Han var en del af det schweiziske hold til både EM i 2004, VM i 2006 og EM i 2008.